# Django & Jimmie
Django & Jimmie è un album in studio collaborativo dei cantanti di musica country statunitensi Willie Nelson e Merle Haggard, pubblicato nel 2015.

## Il disco
Il disco rappresenta la sesta collaborazione tra Nelson e Haggard ed è l'ultimo per Merle Haggard, deceduto nell'aprile 2016.
Il singolo It's All Going to Pot è stato pubblicato nell'aprile 2015.
Prodotto da Buddy Cannon, l'album contiene 14 tracce. La "title track" omaggia Django Reinhardt e Jimmie Rodgers.

## Tracce
1. Django and Jimmie – 2:53 (Jimmy Melton, Jeff Prince)
2. It's All Going to Pot (featuring Jamey Johnson) – 2:56 (Buddy Cannon, Jamey Johnson, Larry Shell)
3. Unfair Weather Friend – 4:14 (Marla Cannon-Goodman, Ward Davis)
4. Missing Ol' Johnny Cash (featuring Bobby Bare) – 3:26 (Merle Haggard)
5. Live This Long – 3:35 (Shawn Camp, Marv Green)
6. Alice in Hulaland – 3:01 (Cannon, Willie Nelson)
7. Don't Think Twice, It's All Right – 4:10 (Bob Dylan)
8. Family Bible – 3:36 (Nelson)
9. It's Only Money – 3:56 (Nelson, Cannon)
10. Swinging Doors – 2:51 (Haggard)
11. Where Dreams Come to Die – 3:18 (Nelson, Cannon)
12. Somewhere Between – 3:24 (Haggard)
13. Driving the Herd – 2:49 (Nelson, Cannon)
14. The Only Man Wilder Than Me – 2:35 (Haggard)